# Site archéologique de Vienne-en-Val
Le site archéologique de Vienne-en-Val est un ensemble de vestiges antiques et médiévaux situé sur le territoire de la commune de Vienne-en-Val, dans le sud du département du Loiret en région Centre-Val de Loire.
À l'emplacement du bourg moderne, l'agglomération secondaire est située, dans l'Antiquité, sur la voie reliant Orléans à Sancerre.  Elle comporte un sanctuaire dont l'existence est certaine mais la localisation précise inconnue. Les vestiges d'un possible édifice cultuel paléochrétien, d'une église du Haut Moyen Âge, d'une autre bâtie aux alentours du Xe siècle avant l'édification de l'église contemporaine au début du XXe siècle témoignent, au travers de la persistance de sa fonction religieuse, de l'occupation pérenne du site depuis l'Antiquité.

## Localisation
Vienne-en-Val a très probablement été, dans l'Antiquité, une agglomération secondaire sur le tracé de la voie antique d'Orléans à Sancerre, en bordure de la région naturelle de la Sologne.
Le bourg moderne recouvre sans doute le site antique. Au XXIe siècle, aucun élément de cette potentielle agglomération n'a été retrouvé en place. Les monuments publics, les habitats privés et les traces d'activité artisanales sont inconnus. Seul l'existence du sanctuaire est certaine, même si ce dernier n'est pas localisé.

## Historique des recherches
Le site est découvert fortuitement à l'occasion de travaux d'assainissement sur la place de l'église Saint-Martin de Vienne-en-Val, le 16 mai 1968. Des blocs sculptés sont extraits d'une tranchée ; sauvés au dernier moment, ils sont identifiés par Jacques Debal et Gilbert Charles-Picard comme des vestiges gallo-romains utilisés en remploi dans les fondations d'un édifice médiéval.
Au printemps 1969, une série de sondages mettent en évidence l'existence de deux églises, une qualifiée de « mérovingienne » et une plus récente, datée du Xe siècle. Au mois d'août de la même année, le réaménagement d'un carrefour partiellement situé à l'emplacement du site archéologique impose en urgence le démontage de toute la partie occidentale connue de l'église mérovingienne, avant que les fouilles aient pu reconnaître l'emprise totale du monument. Les études se poursuivent jusqu'en avril 1972.
| Image externe |                                                                 |
|               | Le musée lapidaire sur le site Val de Loire et Forêt d'Orléans. |

L'aménagement de la place de l'église de Vienne-en-Val à l'issue des fouilles permet de rendre compte, grâce aux vestiges laissés au jour, de l'évolution du bâti antique puis médiéval ; le mobilier extrait des fouilles est exposé dans une salle communale aménagée en musée lapidaire, non loin du site archéologique.

## Chronologie et description

Plan du site archéologique.

L'occupation permanente du site est attestée depuis l'Antiquité. Un sanctuaire du Haut-Empire romain, dont les vestiges lapidaires sont réutilisés dans des constructions ultérieures, est édifié sur place ou à proximité. Ce sont ensuite trois, peut-être quatre églises qui se succèdent dans un périmètre restreint. La première, du IVe ou du Ve siècle, n'est pas formellement identifiée même si des maçonneries suggèrent son existence. La deuxième, veste édifice en forme de tau, est construite au VIe ou au VIIe siècle au sud du premier édifice. Elle semble démolie avant que la troisième ne soit édifiée au Xe siècle à l'emplacement de la construction paléochrétienne. Remaniée à plusieurs reprises, elle est abattue quelques années après la construction de l'église contemporaine au sud-est de la précédente, consacrée en 1903.
Les édifices cultuels successifs du bourg de Vienne-en-Val.
■ Quelques dates de l'histoire de la France et du Val de Loire 
■ Édifices cultuels païens ■ Églises chrétiennes
(Les dates sont données de manière indicative en raison des imprécisions sur la datation des édifices)

### Antiquité
Vienne-en-Val semble avoir été, dans l'Antiquité, une agglomération secondaire traversée par la voie d'Orléans à Sancerre. Pour autant, aucun vestige en place n'est identifié au XXIe siècle. Une couche de destruction présentant des traces d'incendie, sous les vestiges de l'église du Haut Moyen Âge, est datable du IIIe siècle,. Les monnaies et les tessons de céramique retrouvés suggèrent une occupation entre le milieu du Ier siècle et la première moitié du IVe siècle avec un apogée au IIe siècle.

#### Un sanctuaire à découvrir
Les principaux témoignages de cette époque consistent en une soixantaine de blocs sculptés en remploi dans la construction d'édifices postérieurs. Certains de ces blocs semblent même avoir connu deux phases successives de remploi, étant à chaque fois retaillés pour être adaptés à leur future utilisation. Il s'agit d'une quarantaine de statues, de fragments de statues ou d'autels et d'une vingtaine d'éléments architecturaux décoratifs,.

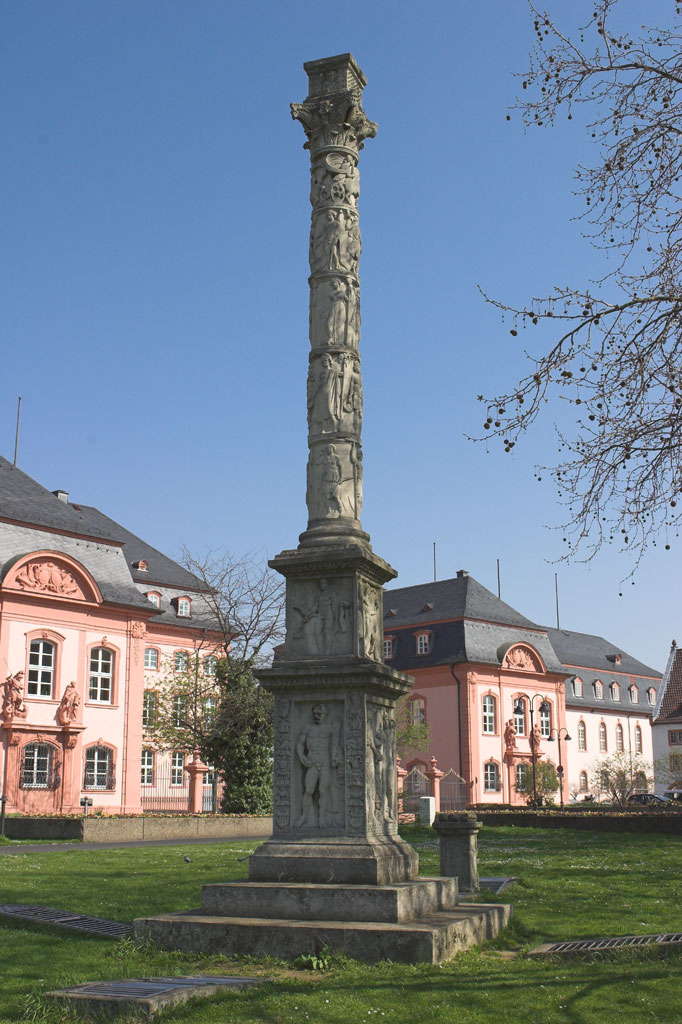
Colonne de Jupiter - Mayence, Ier siècle (?).

L'un des blocs gravés les plus remarquables est une base carrée de 0,59 m de côté pour une hauteur de 1,16 m, considérée comme une « pierre à quatre dieux ». Deux faces opposées sont gravées en bas-relief sur toute la hauteur du bloc et représentent pour l'une Vulcain, un pied posé sur la proue d'un navire, et pour l'autre Vénus au miroir accompagnée de Cupidon. Les deux autres faces sont divisées en deux dans le sens de la hauteur : en haut des divinités (Jupiter et Mars) et en bas une même inscription répétée, qui a pu être presque entièrement reconstituée et traduite, : 
« I(ovi) OPT(imo) M(aximo) PRO SAL(ute) D(ivinae) D(omus) ET CURIAE LUD....N(?) PERPETUS RVLLI FIL(ius) ET MATERNUS TOVTORIGIS FIL(ius) D(edicaverunt) P(ecunia) P(ublica) P(osuerunt) »
« À Jupiter très bon et très grand, pour le salut de la famille impériale et de la curie de Lud....n(?). Perpetus fils de Rullus et Maternus fils de Toutorix ont fait élever et dédier ce monument avec les deniers publics »

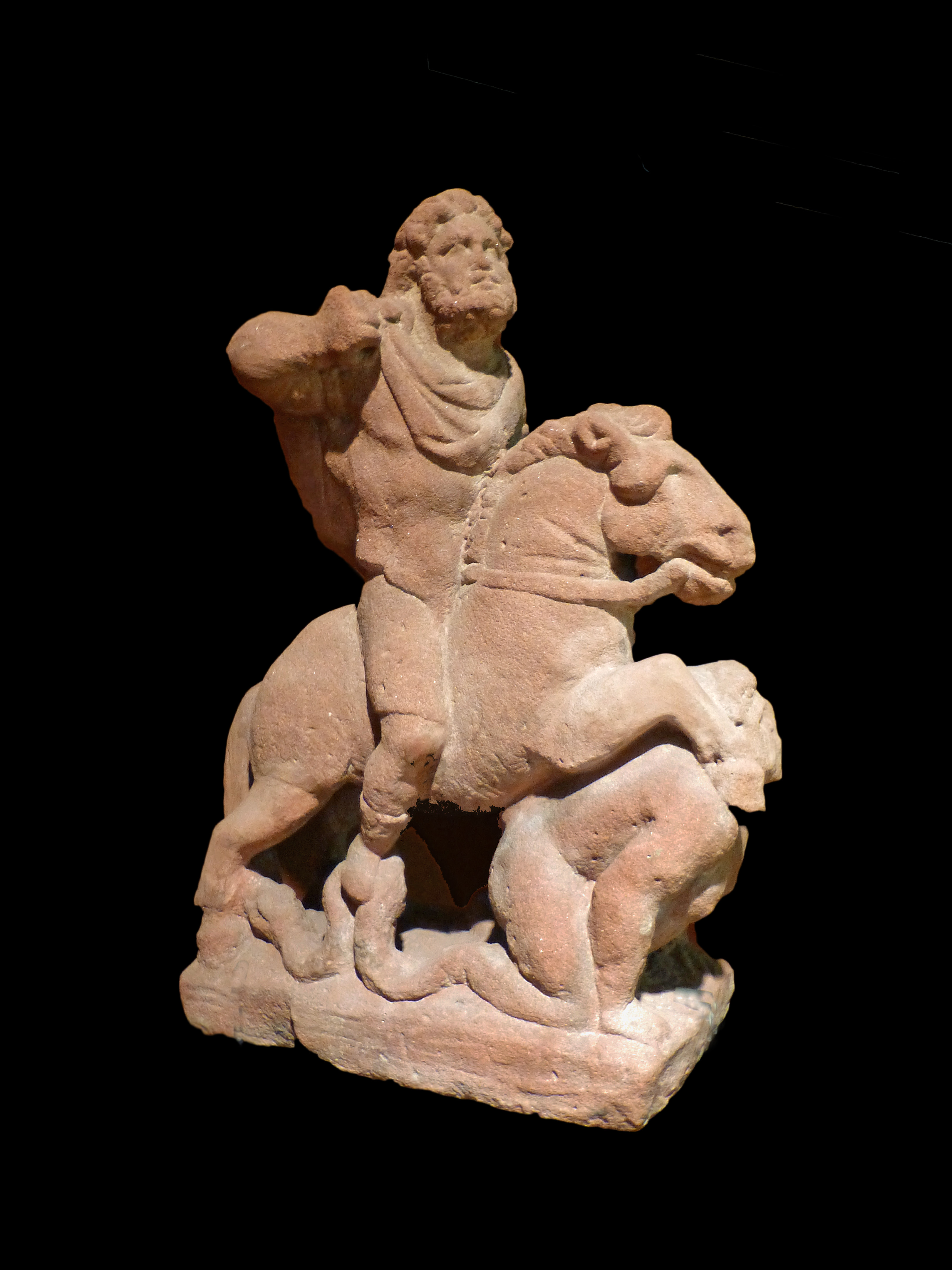
Cavalier terrassant l'anguipède - Seltz, IIe siècle.

Cette base fait partie d'un monument dédié à Jupiter, peut-être une colonne votive comme celle de Mayence rattachée à un sanctuaire ; ce modèle de monument, fréquent en Germanie, n'est connu qu'à quelques exemplaires en Gaule. Les dédicataires sont certainement des pérégrins et non des citoyens romains, et la dédicace, en raison de la formulation employée, peut dater du troisième quart du IIe siècle apr. J.-C..
Ce type de monument est généralement couronné par une statue représentant Jupiter en cavalier terrassant un géant anguipède. À Vienne-en-Val, un groupe reconstitué, mesurant 1,35 m de haut sur 1 m de large et  sculpté dans un calcaire importé du Nivernais peut représenter cette scène : un personnage assimilé à Jupiter mais dont la tête a disparu monte un cheval, décapité lui aussi, dont le poitrail repose sur le dos du géant prostré ; d'autres personnages, plus petits, complètent le groupe. Pourtant, la taille de cet ensemble est peu compatible avec une installation au sommet d'une colonne.
Un trésor retrouvé en 1861 à Neuvy-en-Sullias, (9 km plus à l'est le long de la même voie antique) et constitué d'une trentaine de statuettes en bronze facilement transportables pourrait provenir de Vienne-en-Val. La localisation de ce sanctuaire est inconnue, et il est probablement détruit avant la construction de l'église dite mérovingienne dont il est toutefois supposé assez proche.

#### Un édifice de la fin du Bas-Empire
Le mur méridional de la nef de l'église médiévale est partiellement construit sur un mur plus ancien. Celui-ci est constitué de moellons de petit appareil de « tuf de Sologne » (poudingue éocène) et de lits de tuiles traversant tout l'épaisseur du mur. Cette structure, qui peut être le vestige d'une église paléochrétienne, est datée de la fin du IVe ou du Ve siècle. L'orientation nord-ouest—sud-est de l'église médiévale est peut-être due à cette volonté de réutilisation de la structure du Bas-Empire. Cette dernière comporte en outre une porte dont l'emplacement correspond à celui d'une porte de l'église médiévale. Cette persistance architecturale pourrait être l'indice d'une persistance de la fonction religieuse.
Des blocs de remploi gallo-romains ont pu être taillés et utilisés pour la construction de cet édifice puis, à nouveau taillés, remployés lors de l'édification de l'église « mérovingienne ».

### Moyen Âge

#### L'église dite « mérovingienne »

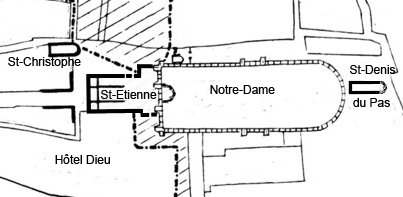
Plan de la cathédrale Saint-Étienne de Paris.

Une église à plan en forme de tau ou de croix de saint Antoine est construite puis remaniée sous le Haut Moyen Âge, sans doute entre le VIe et la seconde moitié du IXe siècle ; elle est peut-être déjà, comme les églises postérieures, dédiée à saint Martin. Rigoureusement orientée est-ouest, elle se compose d'une nef rectangulaire large de 11,80 m et longue d'au moins 19,60 m, les fouilles n'ayant pas mis au jour sa façade occidentale, et de deux annexes, peut-être des chapelles, de dimensions identiques (7,60 × 4,60 m) accolées à ses extrémités nord-est et sud-est. Le chevet plat atteint ainsi une largeur de 21 m. Le sol de cet édifice est bouleversé à l'époque moderne par l'établissement d'un cimetière utilisé jusque vers 1840 qui détruit toute la stratigraphie du site, sauf sous la nef de l'église médiévale; ses murs sont arasés au-dessous du niveau présumé de son sol, et il n'en subsiste plus que les fondations qui traversent la couche d'occupation gallo-romaine. La construction de l'édifice semble avoir progressé d'est en ouest. Aucune trace d'occupation de l'édifice n'est révélée par les fouilles, ce qui permet à Jacques Debal de poser l'hypothèse d'une église inutilisée, voire inachevée comme ce fut le cas pour une reconstruction de l'église Saint-Martin d'Angers au IXe siècle.
Le plan de l'église de Vienne-en-Val paraît comparable à celui de l'ancienne cathédrale Saint-Étienne de Paris, même si cette dernière semble disposer d'un chevet à abside, ou à celui de la basilique mérovingienne de Saint-Ambroix, dont les fondations comportent elles aussi des remplois gallo-romains, en l'occurrence des stèles funéraires provenant d'une nécropole.
La présence de sarcophages profondément enterrés dans le sol sous l'église du Xe siècle est mentionnée, suggérant la présence d'une nécropole plus ancienne que l'église et peut-être mérovingienne.

#### L'église duXesiècle

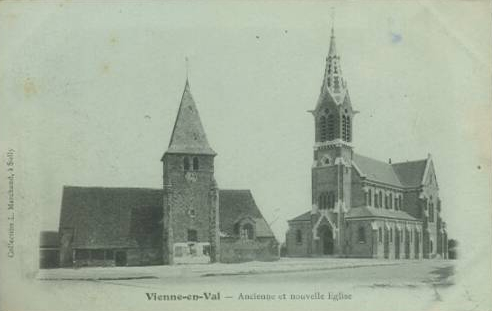
L'église médiévale, à gauche.

Sans doute au Xe siècle, une nouvelle église est mise en chantier pour remplacer celle de l'époque mérovingienne, détruite ou inachevée. Cette nouvelle construction prend appui, au sud, sur le mur à lits de briques de l'édifice du Ve siècle, ce qui confère à l'église une orientation du nord-ouest (façade de la nef) au sud-est (chevet). Les fouilles ne permettent cependant pas de dire si des structures antiques sont réutilisées à d'autres emplacement de l'église médiévale. Au XVe siècle, un clocher sur plan carré est construit contre le flanc sud de l'édifice. Victime d'un incendie en 1522, l'église est réparée. Une sacristie lui est ajoutée vers 1820, en même temps que le porche est reconstruit. En 1905, deux ans après la consécration d'un nouveau lieu de culte, l'église médiévale de Vienne est démolie.
Probablement depuis sa construction mais au moins depuis le XVe siècle jusqu'au XVIIIe siècle, l'église accueille de très nombreuses sépultures— jusqu'à 20 inhumations sont recensées sur une surface de 4 m2 —, la plupart s'accompagnant de dépôts de vase funéraires.